# I veleni della dolce Linnea
I veleni della dolce Linnea (Suloinen myrkynkeittäjä) è un libro dello scrittore finlandese Arto Paasilinna, pubblicato in finlandese nel 1988.
Il libro è stato tradotto in svedese, olandese, tedesco, ceco, norvegese, coreano, spagnolo, sloveno, francese, italiano e altre lingue.

## Trama
L'ultraottantenne Linnea Ravaska, vedova di un colonnello, dovrebbe avere una vita tranquilla nella sua casetta di campagna. In realtà ogni mese è tormentata dall'arrivo di suo nipote, che accompagnato da due amici piuttosto equivoci viene a riscuotere la pensione della zietta. Dopo l'ennesima devastazione della casa, Linnea fugge nella foresta, denuncia i giovinastri e trova rifugio presso un vecchio amico ad Helsinki. Preoccupata per la sua salute e per le conseguenze della denuncia, con relativa ritorsione da parte del nipote e dei suoi compari, la vecchietta si prepara alcune dosi di veleno per evitare di soffrire nel caso in cui dovesse finire nelle mani dei delinquenti. Il destino però ha in serbo per lei una soluzione diversa: involontariamente i suoi veleni agiscono su vittime inaspettate. 
Rimasto l'unico interessato all'eredità di Linnea, il nipote la rapisce con intenti poco caritatevoli. Aiutata dal caso ancora una volta la dolce Linnea riesce a sopravvivere.

## Edizioni in italiano
- Arto Paasilinna, I veleni della dolce Linnea, traduzione di Helinä Kangas e Antonio Maiorca; postfazione di Goffredo Fofi, Milano: Iperborea, 2003